# 娘道成寺 蛇炎の恋
『娘道成寺〜蛇炎の恋』（むすめどうじょうじ じゃえんの こい）は、2004年8月28日に公開された日本映画。本作が映画初出演となる九代目中村福助が、ロケ地高野山で歌舞伎舞踊の『京鹿子娘道成寺』を舞って話題となった。
本作品は、日本での公開に先立ち、2004年3月のドーヴィルアジア映画祭（フランス）において招待作品として上映されている。また、同年6月には第7回上海国際映画祭のコンペティションでも上映された。
2005年にはワシントンDCインディペンデント映画祭において最優秀長編劇映画賞を受賞している。
- 上映時間：110分
- 配給：パンドラ

## あらすじ
『娘道成寺』の白拍子花子の衣装をまとって投身自殺した詩織。双子の姉・遥香は、詩織が『娘道成寺』を舞うため、歌舞伎の女形・村上に特別に弟子入りしたと知る。妹の自殺の原因を知るために遥香も村上に『娘道成寺』の指導を願う。村上から稽古を受けるうちに彼に惹かれていく遥香は、詩織もまた彼への愛情を抱いたのではないかと気付く。

## スタッフ
- 監督：髙山由紀子
- 企画・総合プロデューサー：岡本みね子
- プロデューサー：中島俊彦、笹倉隆
- 脚本：高山由紀子、たかやまなおき
- 音楽：松尾和之
- 製作：『娘道成寺〜蛇炎の恋』製作委員会

## キャスト
- 村上富太郎 - 九代目中村福助歌舞伎の女形
- 秋月遥香、詩織 - 牧瀬里穂（二役）： 双子の姉は洋舞、妹は日舞の踊り手
- 村上秀次 - 須賀貴匡： 村上の弟子で新人の女形
- 森沢今日子 - 真矢みき： 遥香の親友
- 花丸 - 風間トオル： 大衆演劇のニュー女形
- 村上英寿：岸部一徳
- 村上富太郎（子供時代）：六代目中村児太郎
- 峰岸徹
- 毬谷友子
- 城火呂絵
- ミッキー・カーチス

## DVD
- 『娘道成寺〜蛇炎の恋 特別版』（ASIN B00078XENK） - 角川映画より2005年2月発売